# زمین‌لرزه ۱۳۷۷ سربیشه
زمین‌لرزه ایران  در تاریخ ۱۰ آوریل ۱۹۹۸ میلادی، برابر با ‎۲۱ فروردین ۱۳۷۷، ساعت ۱۵:۰۰:۵۳ به زمان یوتی‌سی در ایران رخ داد. ژرفای این زلزله ۳۵ کیلومتر بود، و بزرگی آن ۵٫۷ در مقیاس Mw اعلام شده‌است. زمین‌لرزه به وقت محلی در روز جمعه، ساعت ۱۸٫۵ روی داده و منطقه زمانی آن یوتی‌سی +۳٫۵ بوده‌است .
سازمان زمین‌شناسی آمریکا نیز رومرکز این زمین‌لرزه را در مختصات ۳۲°۲۷′۲۵″شمالی ۵۹°۵۸′۳۴″شرقی / ۳۲٫۴۵۷°شمالی ۵۹٫۹۷۶°شرقی و ژرفای آنرا در ۳۳ کیلومتر گزارش کرده‌است. بزرگی برگزیدهٔ این سازمان از میان بزرگیهای محاسبه‌شدهٔ مختلف ۵٫۸ در مقیاس Mw بوده و از دید اثر، در میان چهار دسته‌بندی «نامحسوس»، «محسوس»، «زیان‌آور» یا «با تلفات»، زلزله را «با تلفات» اعلام کرده‌است.بیش از ۶۰۰ ساختمان در زمین‌لرزه آسیب دیده‌است.
پروژهٔ «تنسور گشتاور مرکزوار» زاویه‌های (راستا، شیب، ریک) گسل سازندهٔ زمین‌لرزه و صفحه عمود بر آنرا (°۲۶۳، °۷۷، °۹) یا (°۱۷۱، °۸۱، °۱۶۷) و نوع گسل را «امتدادلغز» فرارسانده‌است.
شمار کشتگان زلزله حدود ۱۲ نفر بوده‌است.تعداد زخمیان ۱۰ نفر برآورده شده‌است.